# Emmanuel Xanthos

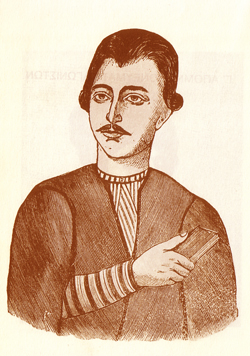
Xanthos

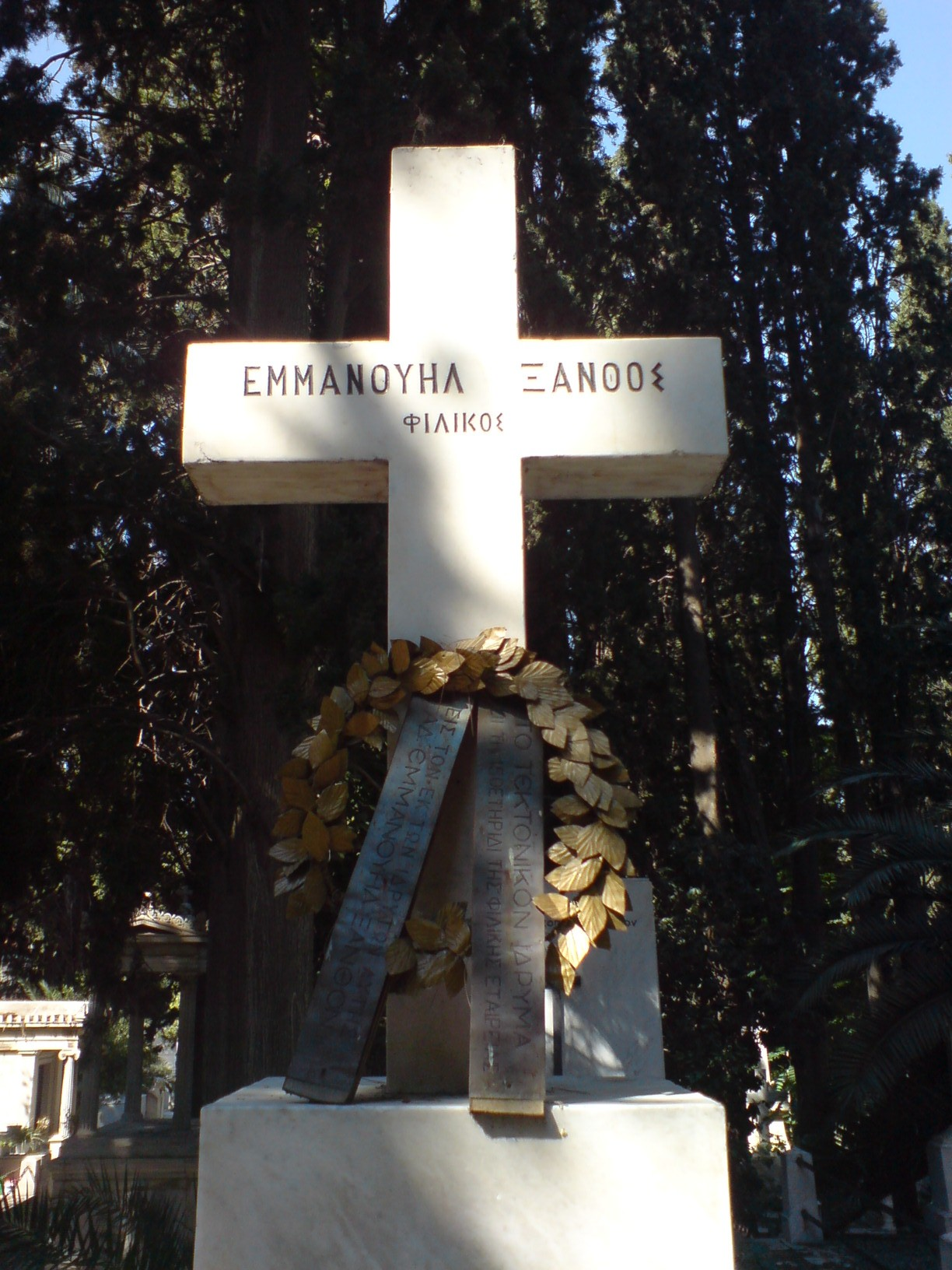
Grab von Xanthos auf dem Ersten Athener Friedhof.

Emmanuel Xanthos (griechisch: Εμμανουήλ Ξάνθος; * 1772 auf Patmos, Osmanisches Reich; † 28. November 1852 in Athen, Königreich Griechenland) war ein griechischer Kaufmann. Er war einer der Gründer der Filiki Eteria („Freundesgesellschaft“), einer griechischen konspirativen Organisation, die sich für die griechische Unabhängigkeit vom Osmanischen Reich einsetzte.

## Biografie
Xanthos wurde auf der ägäischen Insel Patmos im osmanischen Griechenland geboren. Als Jugendlicher wanderte er nach Italien aus und wurde in die Freimaurerloge von Lefkada („Gesellschaft der Freien Baumeister von St. Mavra“) aufgenommen, bevor er sich schließlich in Odessa im Russischen Zarenreich, niederließ. Dort lernte er Nikolaos Skoufas und Athanasios Tsakalof kennen. Die drei Männer beschlossen eine eigene Geheimgesellschaft zu gründen, um den Weg für die griechische Unabhängigkeit zu ebnen, und gründeten 1814 in Odessa die Filiki Eteria. Im Jahr 1818 zogen die drei weiter nach Konstantinopel, um ihre Sache heimlich voranzutreiben. Dort erkrankte Skoufas im Juli und starb, so dass Xanthos einer der beiden Leiter der Organisation wurde. 
Im Jahr 1821 riefen die Mitglieder der Filiki Eteria offiziell den griechischen Unabhängigkeitskrieg aus. Xanthos verbrachte die ersten Jahre des Krieges (1823–1827) auf dem Peloponnes und schloss sich Dimitrios Ipsilantis in seinem Freiheitskampf an. Danach wurde er von Ipsilantis in persönlicher Mission nach Russland geschickt, bevor er später in die Walachei ging. Er kehrte 1837 schließlich nach Griechenland zurück, musste die letzten Jahre seines Lebens jedoch in Armut verbringen. Vor seinem Tod schrieb er seine Memoiren, die 1854 veröffentlicht wurden und heute eine wichtige Quelle für historische Informationen über die Vorgänge im griechischen Unabhängigkeitskrieg sind.
Xanthos starb 1852 in Athen. Er war mit Sevasti Kroustala verheiratet.